# The Return of the GOAT
Albums de LL Cool J
Exit 13
(2008) All World 2
(2009)
The Return of the GOAT est une mixtape de LL Cool J, sortie le 6 octobre 2008.

## Liste des titres
| No  | Titre                                                                | Durée |
| --- | -------------------------------------------------------------------- | ----- |
| 1.  | Intro                                                                | 0:11  |
| 2.  | Hi Haterz                                                            | 3:21  |
| 3.  | Who Want It with the GOAT                                            | 2:19  |
| 4.  | Zodiac Drilla                                                        | 2:29  |
| 5.  | 5 Boroughs (featuring Jim Jones, KRS-One, Method Man et Uncle Murda) | 3:47  |
| 6.  | Freestyle (featuring Sheek Louch)                                    | 0:45  |
| 7.  | Laptop Gangstaz                                                      | 4:22  |
| 8.  | You Live and You Learn (featuring Papoose)                           | 3:29  |
| 9.  | I Cry (featuring Lil Mo)                                             | 4:09  |
| 10. | NewYork Gangstaz                                                     | 4:33  |
| 11. | Sidewalk Executives                                                  | 1:36  |
| 12. | Freestyle (featuring Grafh)                                          | 2:47  |
| 13. | The Truth Throwback                                                  | 3:40  |
| 14. | Freestyle (featuring Nicolette)                                      | 2:16  |
| 15. | Clap N Revolve                                                       | 2:56  |
| 16. | Paper (featuring Jiz et Lyrikal)                                     | 3:17  |
| 17. | Rock da Pole                                                         | 4:33  |
| 18. | Outro                                                                | 0:55  |